# I. e. 345
Évszázadok: i. e. 5. század – i. e. 4. század – i. e. 3. század
Évtizedek: i. e. 390-es évek – i. e. 380-as évek – i. e. 370-es évek – i. e. 360-as évek – i. e. 350-es évek – i. e. 340-es évek – i. e. 330-as évek – i. e. 320-as évek – i. e. 310-es évek – i. e. 300-as évek – i. e. 290-es évek
Évek: i. e. 350 – i. e. 349 – i. e. 348 – i. e. 347 –  i. e. 346 – i. e. 345 – i. e. 344 – i. e. 343 – i. e. 342 – i. e. 341 – i. e. 340

## Események

### Görögország
- Thébai és Thesszália támogatásával Makedónia kapja meg a szentélyek védelmét garantáló amphiktüonia szövetségben Phókisz szavazatait. Athén nem vesz részt a gyűlésen, de hosszas politikai vita után - melyben a makedónellenes Démoszthenész A békéről c. híres beszédében is sürgeti a helyzet elfogadását - ratifikálja az új szövetségi tanácsot.

### India
- A Magadha királyságban a Saisunága-dinasztia utolsó királyát Mahanandint meggyilkolja saját törvénytelen fia, Mahápadmá Nanda, aki megalapítja a Nanda-dinasztiát.

### Itália
- Karthágó blokád alá veszi a szicíliai Entellát és feldúlva a környező földeket.
- Rómában Marcus Fabius Dorsuot és Servius Sulpicius Camerinus Rufust választják consullá. Kitör a háború az auruncusokkal és Lucius Furius Camillust dictatorrá választják. Camillus a győzelem után templomot építtet Iono Monetának a Capitoliumon. A háborúra összegyűjtött sereggel meglepetésszerűen elfoglalják a volscusok városát, Sorát.[1]

## Születések
- Tauromenioni Timaiosz, görög történetíró

## Halálozások
- Tennesz, Szidón királya

## Fordítás
- Ez a szócikk részben vagy egészben  a(z)   345 BC című angol Wikipédia-szócikk ezen változatának fordításán alapul.  Az eredeti cikk szerkesztőit annak laptörténete sorolja fel. Ez a jelzés csupán a megfogalmazás eredetét és a szerzői jogokat jelzi, nem szolgál a cikkben szereplő információk forrásmegjelöléseként.